# Paridnea holophaealis
Paridnea holophaealis är en fjärilsart som beskrevs av Émile Louis Ragonot 1891. Paridnea holophaealis ingår i släktet Paridnea och familjen mott. Inga underarter finns listade i Catalogue of Life.